# Cristóbal López Romero
Cristóbal López Romero, född 19 maj 1952 i Vélez-Rubio i Andalusien, är en spansk kardinal i Romersk-katolska kyrkan.
Romero tillhör salesianorden. Mellan 1984 och 2003 var han bosatt och verksam i Paraguay innan han flyttade till Marocko. År 2017 utsågs Romero till ärkebiskop av Rabat av påven Franciskus och två år senare upphöjdes han till kardinal.
Romero är en förespråkare av interreligiös dialog.